# Kirsten Wenzel
Kirsten Wenzel, född den 27 februari 1961 i Leipzig i Tyskland, är en östtysk roddare.
Hon tog OS-guld i fyra med styrman i samband med de olympiska roddtävlingarna 1980 i Moskva.